# Onamia (Minnesota)
Onamia es una ciudad ubicada en el condado de Mille Lacs en el estado estadounidense de Minnesota. En el Censo de 2010 tenía una población de 878 habitantes y una densidad poblacional de 348,76 personas por km².

## Geografía
Onamia se encuentra ubicada en las coordenadas 46°4′14″N 93°39′52″O / 46.07056, -93.66444. Según la Oficina del Censo de los Estados Unidos, Onamia tiene una superficie total de 2.52 km², de la cual 2.48 km² corresponden a tierra firme y (1.44%) 0.04 km² es agua.

## Demografía
Según el censo de 2010, había 878 personas residiendo en Onamia. La densidad de población era de 348,76 hab./km². De los 878 habitantes, Onamia estaba compuesto por el 83.03% blancos, el 2.28% eran afroamericanos, el 9.91% eran amerindios, el 0.68% eran asiáticos, el 0% eran isleños del Pacífico, el 0.34% eran de otras razas y el 3.76% pertenecían a dos o más razas. Del total de la población el 1.71% eran hispanos o latinos de cualquier raza.